# Camillo Benso Conte de Cavour
Camillo Benso Conte de Cavour (n. 10 august 1810, Torino, Regatul Sardiniei – d. 6 iunie 1861, Torino, Italia) a fost un politician italian, unul dintre realizatorii unificării Italiei.

## Biografie
Camillo Benso a fost fiul marchizului Michel Benso de Cavour și al Adelei de Sellon. Aristocrat din Piemont cu idei liberale, în tinerețe a frecventat Academia Militară, devenind ofițer. Mai târziu abandonează armata și începe să călătorească în străinătate studiind dezvoltarea economică a țărilor industrializate, Franța și Anglia. Este numit la vârsta de 21 de ani primar al localității Grinzane unde familia sa avea terenuri. Ulterior, localitatea Grinzane și-a schimbat numele în Grinzane Cavour, ca omagiu adus lui Camillo Benso, care i-a fost primar vreme de 18 ani.

## Intrarea în politică
În 1847 apare pe scena politică ca fondator, împreună cu Cesare Balbo, al unui ziar moderat, numit "Risorgimento" ("Redeșteptare"). Este ales deputat al Parlamentului în iunie 1848. A pierdut în alegerile din ianuarie 1849, dar în martie același an, recuperează locul în Parlament și îl menține până la moarte.
În 1850, după un discurs în favoarea legilor Siccardi intră în componența cabinetului d'Azeglio ca ministru al Agriculturii, Comerțului și Marinei. În 1851 completează controlul său asupra vieții economice în Italia cu adăugarea la competențele sale a Finanțelor. În 1852, împreună cu Urbano Rattazzi, principalul exponent al stângii liberale, dă naștere unei forme de coaliție între componentele cele mai moderate ale dreptei și stângii piemonteze care îl purta în noiembrie al aceluiași an în funcția de Președinte al Consiliului de Miniștri.

## Reforme economice
După obținerea acestei funcții, Camillo Benso Conte de Cavour este interesat în potențarea economico-industrială a Regatului de Sardinia, favorizând construirea de căi ferate, de străzi și inițiind construirea tunelului feroviar Frejus. A dat un nou avânt agriculturii, introducând noi culturi, construind canale de irigație. A favorizat crearea unei industrii siderurgice și potențarea industriei textile. A reformat armata prin intermediul colaboratorului său, generalul Alfonso La Marmora, a construit Arsenalul Militar Maritim al orașului La Spezia.

## Politica internă
În politica internă, Camillo Benso a fost un făuritor al ordinii monarhice constituționale. Toate reformele sale erau dictate de dorința sa de a împiedica orice insurecție democratico-republicană. Convins susținător al unei Biserici libere într-un Stat liber, a fost  interesat în a redimensiona puterea bisericii în înapoiatul regat al Sardeniei, a promovat construirea de grădinițe, a dus o luptă puternică împotriva Iezuiților care dețineau monopolul instrucției.
A determinat aprobarea unei legi care suprima ordinele monastice cu scop contemplativ și abolea privilegiile forurilor eclesiastice. Această lege a determinat un mare scandal și opoziția regelui care a forțat Cavour să demisioneze, așa-zisa criză Calabiana (26 aprilie 1855). După câteva zile însă, regele trebuind  să renunțe, îl recheamă pe Cavour, dar proiectul de lege a fost  în parte abandonat.

## Politica externă și unificarea Italiei

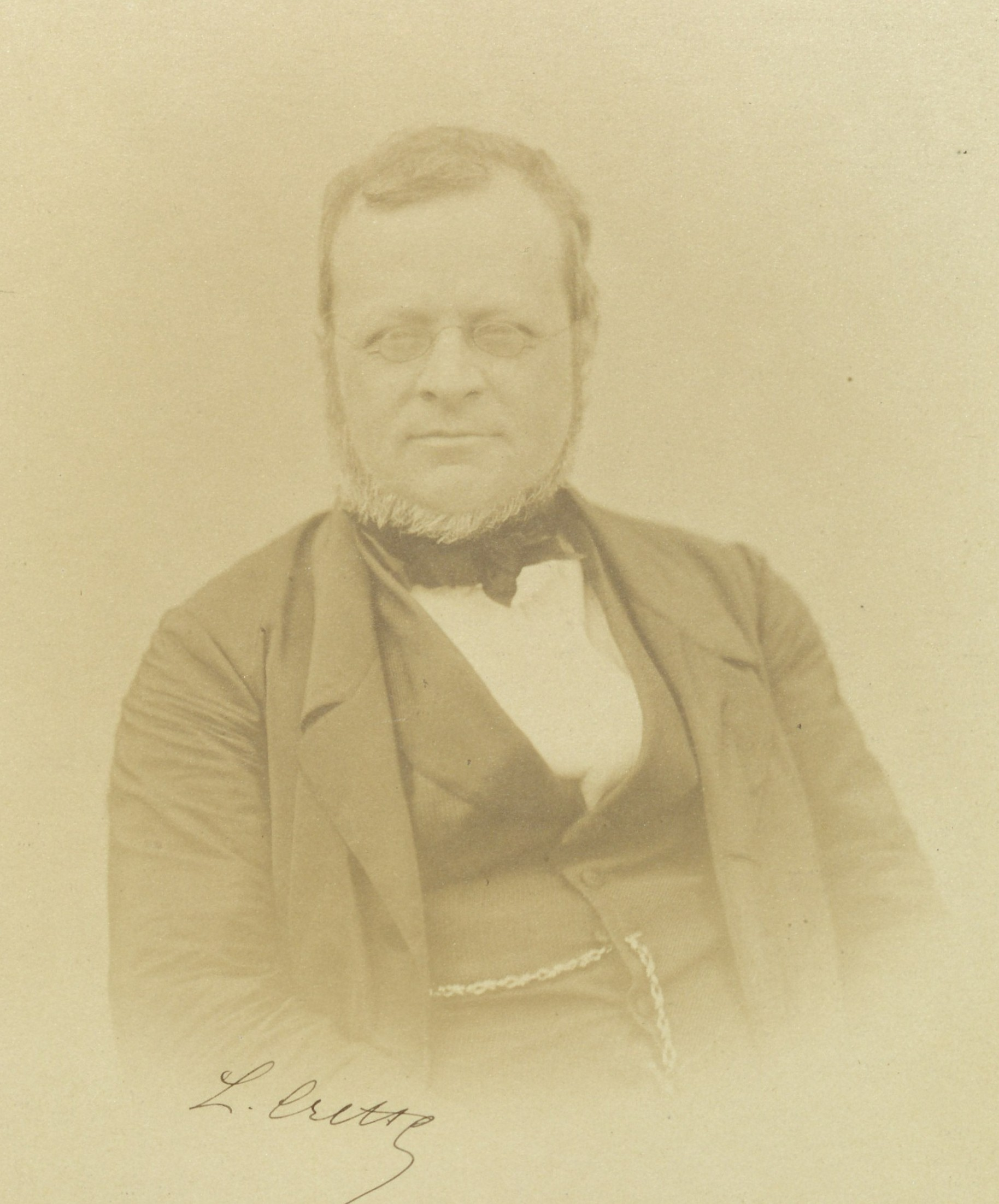
Camillo Benso de Cavour, 1858

În politica externă a fost  în egală măsură abil și norocos, determinat, obiectivul său fiind cel de a crea un stat puternic în Italia de Nord sub coroana familiei Savoia, dar a înțeles că pentru a obține un asemenea rezultat Piemonte ar fi trebuit să fie sprijinit de către puterile europene. În 1854 a izbucnit războiul din Crimeea: Franța și Anglia, aliate, luptau împotriva Rusiei care căuta să se extindă în peninsula balcanică. Cavour oferi alianța Piemontelui marilor puteri trimițând în Crimeea un corp de armată.
Pacea a fost semnată în 1856 la Congresul de la Paris, cu reprezentantul Austriei. Cavour nu a cerut  nici o compensație pentru participarea la război, dar a obținut ca o sedință să fie dedicată pentru a discuta expres problema italiană. Reuși astfel să susțină în mod public că reprimarea guvernelor reacționare și politica Austriei erau adevărații responsabili de neliniștea revoluționară care exista în peninsulă și care ar fi putut constitui o amenințare pentru guvernele din întreaga Europă.
În acest fel, Cavour îndrepta atenția puterilor europene asupra chestiunii italiene. Pentru a avea succes, însă, ar fi trebuit să reușească să capteze atenția măcar a uneia în mod particular. În 1858 el s-a întâlnit  în mod secret cu împăratul francez Napoleon al III-lea (care în tinerețe militase în conspirația bonapartistă) pentru a ratifica un tratat defensivo-ofensiv contra daunelor imperiului habsburgic. În tratat era prevăzut ca în cazul unui atac militar provocat de către Austria, Franța ar fi trebuit să intervină pentru a apăra Regatul Sardeniei și cele două armate aliate ar fi trebuit să elibereze toate teritoriile ocupate de către imperiu (Lombardia și Triveneto). Ca o compensație pentru ajutorul oferit Regatul Sardeniei ar fi oferit Franței teritoriile periferice Savoia și Nizza. În 1859 izbucni războiul între Franța și Piemonte de o parte și Austria de cealaltă parte. Războiul duse la anexarea Lombardiei, dar francezii întrerupseră războiul înainte de a fi prevăzut. Cavour și-a înaintat demisia în semn de protest. În ciuda împotrivirii lui Victor Emanuel al II-lea, în 1860 Cavour iși reia funcția de Președinte de Consiliu.
Cu abile mișcări politice, ajutat și de către guvernul englez, a reușit  să obțină recunoașterea plebiscitelor din Toscana, din ducatele Modena și Parma și din teritoriile Statului Pontificio, pentru anexarea acestora la Regatul Sardeniei. Pentru a avea în continuare sprijinul francez în tentativa sa, care era acum aceea de a unifica peninsula italiană, a cedat Franței orașele Nizza și Savoia. În mod ascuns îl ajuta pe Garibaldi să organizeze "Expediția celor 1000" (La Spedizione dei Mille) și apoi, cu scuza de a opri acest periculos revoluționar obținu aprobarea Franței de a ocupa statul Pontificio, cu excepția Romei.
Ajuns din urmă de către armata sabauda, Garibaldi donă regelui Vittorio Emanuele al II-lea sudul Italiei, determinând astfel o parțială reunificare a peninsulei. În 17 martie 1861 Victor Emanuel al II-lea a fost proclamat rege al Italiei. Cavour devenind astfel primul președinte al guvernului Italiei, dar a durat puțin deoarece a murit în 6 iunie 1861, în palatul familiei din Torino, probabil de malarie, făcând să naufragieze opera diplomatică de acorduri cu Papa.